# GCompris
GComprisは2-10歳を対象としたエデュテインメントソフトウェアである。 当初はGTKウィジェット・ツールキット、 C++を用いてC言語やPythonで組まれたが、2014年初期からはQtウィジェットツールキットを用いてC++やQMLで構築されている。GNU General Public License Ver３を満たしたFOSSであり、GNUプロジェクトの一つである。
Linux、macOS、Microsoft Windowsで利用でき、WindowsやmacOS向けのバイナリ頒布は有償で対応している。

## 内容
以下の130以上のゲームが含まれる。
- コンピュータ操作:キーボード、マウス、マウス動作の違い
- 読解や計算：表、鏡像
- 科学：運河の水門、水の循環、海底、電気シミュレーション
- 地理学：国を地図上に配置
- ゲーム：チェス、神経衰弱、数独
- 読解：
- その他：時間の概念、名画のパズル、ベクトル描画、漫画作り